# أحداث الجلاز

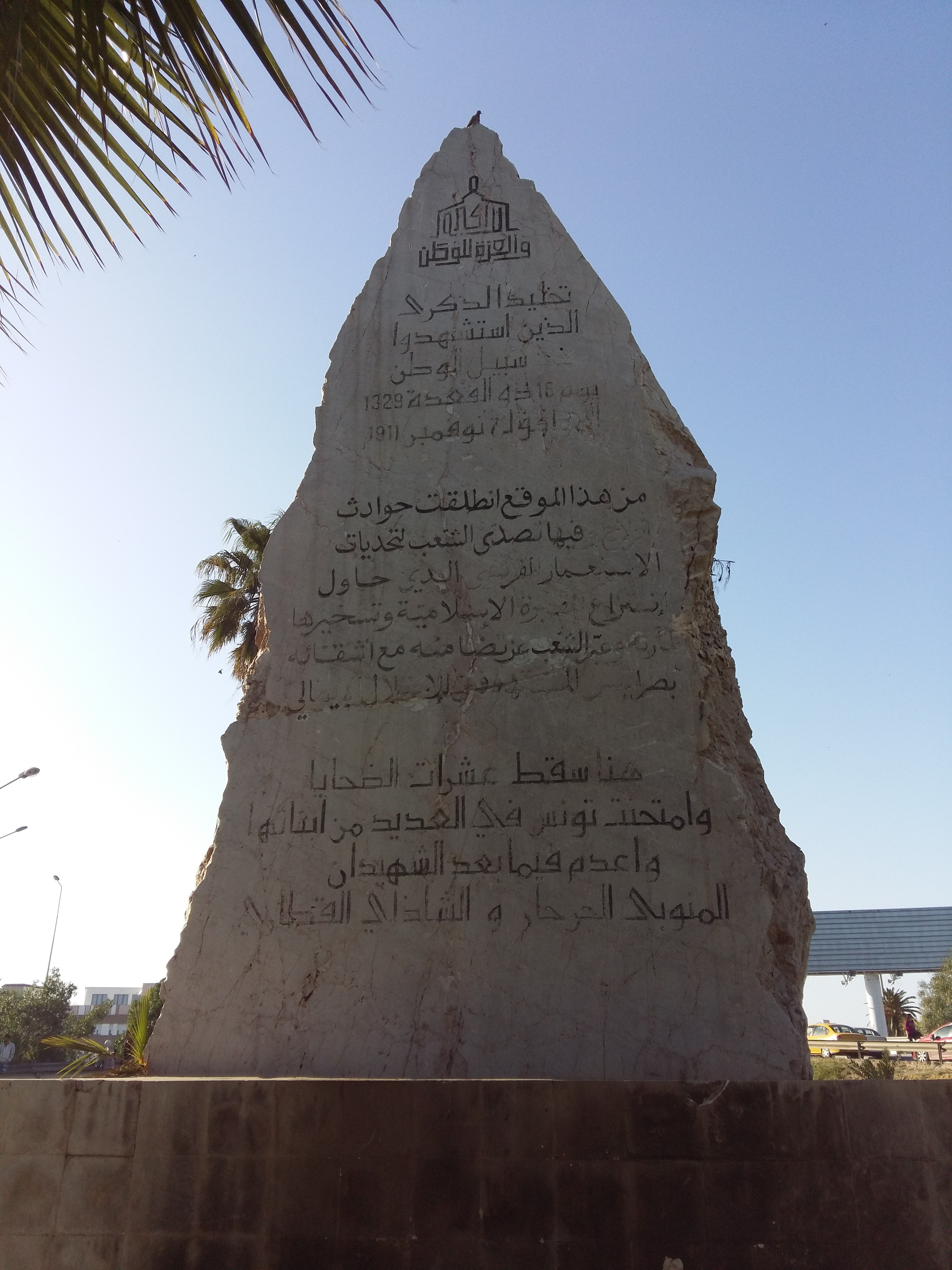
نصب تذكاري لأحداث الجلاّز قرب مقبرة الجلاّز بمدينة تونس

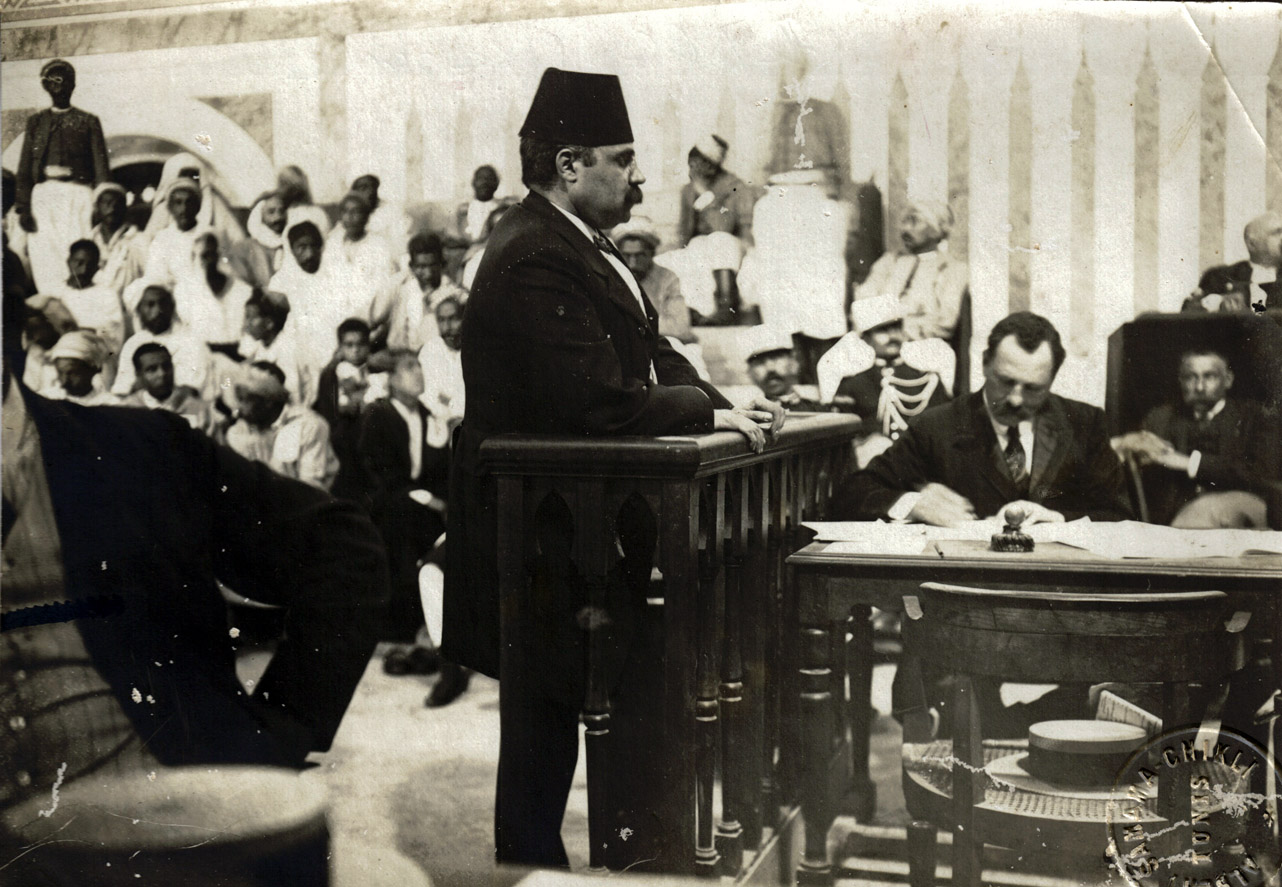
عبد الجليل الزاوش أثناء محاكمته

أحداث الجلاّز، هو الاسم الذي أطلق على الاحتجاجات العنيفة التي شهدتها تونس العاصمة في نوفمبر 1911 ضد سلطات الحماية بعد قيام بلدية تونس، الخاضعة لسلطتها، بتقديم طلب لتسجيل أرض مقبرة الجلاّز في السجل العقاري. عدلت البلدية عن تقديم الطلب إثر احتجاجات التونسيين، إلا أن قرارها لم ينشر في الجرائد المحلية. اندلعت في النهاية، في 7 نوفمبر 1911 مصادمات عنيفة بين المتظاهرين وقوات الأمن الفرنسية، استمرت إلى اليوم التالي. أسفرت المواجهات إلى مقتل عدد من الأشخاص من الطرفين، كما تخللها مصادمات مع الجالية الإيطالية على خلفية الغزو الإيطالي لليبيا. أقيمت عام 1912 محاكمة للمشاركين في المصادمات، أسفرت على أحكام تتراوح بين الأشغال الشاقة والإعدام بحق 25 شخص.